# TV Encontro
TV Encontro é uma emissora de televisão brasileira sediada na cidade de Santarém, no estado do Pará. Opera no canal 26.1 (30 UHF digital), é afiliada à Rede Nazaré de Comunicação . Tem caráter religiosos/educativo e público, pertencente ao Sistema Arquidiocesano de Comunicação, juntamente com a Rádio Rural de Santarém.

## História
A Arquidiocese de Belém incluiu Santarém como uma das cidades que receberiam um transmissor local para retransmitir a programação regional da Rede Nazaré de Televisão. No dia 13 de julho de 2008, entrava no ar pelo canal analógico 26 UHF, a TV Encontro. Assim, o espaço que abrigava a torre e o transmissor da Rede Vida, passou também a receber o transmissor e o sinal da Rede Nazaré.

###### A TV hoje
Em 2014, já com Dom Flavio Giovenale como Bispo da então Diocese de Santarém, começou-se a desenhar a estrutura para a organização do Sistema Diocesano de Comunicação. A proposta básica do Sistema seria a integração de rádio, TV e Internet para educação e evangelização. Um grupo consultivo realizou vários encontros e seminários internos para pensar a nova estrutura a partir de quatro eixos de ação: evangelização, educação, informação e entretenimento. A TV foi incluída, principalmente, depois que a Associação Cristo Rei, já sob a responsabilidade de outra direção, repassou o comando administrativo da emissora, na época à Diocese de Santarém.
Em 2020, a partir da elevação da Igreja de Santarém a Sé Metropolitana, Sede da nova Província Eclesiástica e Arquidiocese, o Sistema Diocesano de Comunicação – SDC, passou a ser chamado de Sistema Arquidiocesano de Comunicação - SAC. Foi agregado mais um canal para retransmissão evangelizadora televisiva, a TV Evangelizar (16 UHF), além do outro canal católico já existente, RedeVida (18 UHF).
O Sistema Arquidiocesano de Comunicação agora tem o desafio da presença constante na Internet para agregar site e outras mídias digitais, integrando redes na missão de educar e evangelizar, prosseguindo o sonho que começou com Dom Tiago Ryan e foi continuado por seus sucessores Dom Lino Vombommel, Dom Esmeraldo Barreto de Farias, Dom Flavio Giovenale e agora Dom Irineu Roman que é o Presidente do Sistema de Comunicação que tem como Diretor Geral o Padre Walter Imbiriba. Nesse tempo novo, o Sistema Arquidiocesano de Comunicação segue firme na Evangelização a partir dos objetivos gerais da Igreja no Brasil e da Arquidiocese de Santarém, em sintonia com os desejos do coração do Papa Francisco para uma Igreja Servidora e Missionária.
É a emissora que há mais de 20 anos faz a cobertura do Círio de Nossa Senhora da Conceição, padroeira da Arquidiocese de Santarém, e que tem o grande papel de mostrar ao mundo, especialmente nos últimos anos com a popularização da internet, a maior demonstração de fé e devoção do interior da Amazônia, em tempo real.

## Sinal digital
| Canal virtual | Canal digital | Resolução de tela | Programação                                   |
| 26.1          | 30 UHF        | 1080i             | Programação principal TV Encontro / TV Nazaré |

Em 20 de Dezembro de 2019, a TV Encontro iniciou os testes do sinal digital no canal 26.1 (30 UHF) na região metropolitana da Cidade de Santarém. Mas foi em Setembro de 2021 que a emissora conseguiu colocar no ar o sinal completamente em HD.

## Programas
- Santa Missa
- Missa e Novena de Nossa Senhora Desatadora dos Nós
- Novena de Santa Rita de Cássia
- Missa Votiva a São Miguel Arcanjo
- Adoração ao Santíssimo Sacramento
- Tarde da Misericórdia